# Họ Sơn thù du
Họ Sơn thù du hay còn gọi họ Giác mộc (danh pháp khoa học: Cornaceae) là một họ phổ biến, chủ yếu ở khu vực ôn đới Bắc bán cầu, thuộc bộ Sơn thù du (Cornales). Họ này chủ yếu bao gồm các loại cây bụi và cây thân gỗ.
Năm 1898, Harms H. công nhận định nghĩa rộng của họ Cornaceae (Alangium, Aucuba, Camptotheca, Cornus, Corokia, Curtisia, Davidia, Garrya, Griselinia, Helwingia, Kaliphora, Melanophylla, Nyssa và Toricellia) và phân chia thành 7 phân họ, thuộc bộ Umbelliﬂorae. Nhiều chi nguyên được đặt trong họ Cornaceae bởi Harms (1898) sau này đã được xử lý như là thuộc các họ khác biệt trong bộ Cornales hay chuyển sang các bộ khác.
Theo hệ thống APG III năm 2009 thì nó chứa khoảng 7 chi với khoảng 107 loài, mặc dù trong quá khứ một số chi đã được thêm vào hay bớt đi khỏi họ này. Các phân tích phân tử đã làm sáng tỏ mối quan hệ của một số chi gắn với họ này, và ít nhất 9 chi trước đây từng đặt trong họ này đã bị loại ra khỏi họ cũng như ra khỏi bộ Cornales, nhưng định nghĩa của họ Cornaceae vẫn là chưa rõ ràng.
Trong họ Cornaceae có hai chi được biết đến nhiều nhất là Cornus - là chi chứa cây sơn thù du, và chi Nyssa - (chi cây lam quả). Chi thứ hai thông thường cũng hay được đặt, cùng với một số chi như chi Davidia (củng đồng hay hoa lệch) và chi Camptotheca (cây hỉ) trong một họ riêng, gọi là Nyssaceae.
Tất cả các loài trong họ này có lá đơn và chủ yếu là loại cây sớm rụng lá cũng như có sắc lá về mùa thu rất ấn tượng; tuy nhiên, một số loài trong chi Cornus lại là cây thường xanh.

## Các chi
Các chi được công nhận trong GRIN như sau:
- Phân họ Cornoideae: 2 chi, 75 loài[2].
  - Cornus (bao gồm cả Afrocrania, Arctocrania, Benthamia, Benthamidia, Bothrocaryum, Chamaepericlymenum, Chamaepericlymenum, Cynoxylon, Dendrobenthamia, Macrocarpium, Swida, Thelycrania, Yinquania) -- Sơn thù du, thù du, giác mộc
  - Alangium (bao gồm cả Marlea, Stylidium)
- Phân họ Nyssoideae = Nyssaceae: 5 chi, 22 loài[2].
  - Nyssa (bao gồm cả Agathisanthes, Ceratostachys) -- lam quả thụ, hà bá, tử
  - Camptotheca—hỉ thụ
  - Davidia—củng đồng
  - Diplopanax—sâm mã đề
  - Mastixia—búi lửa, đơn thất thù du

## Các chi chuyển đi
- Aucuba --> Garryaceae, Garryales
- Corokia --> Argophyllaceae, Asterales
- Curtisia --> Curtisiaceae, Cornales
- Garrya --> Garryaceae, Garryales
- Griselinia --> Griseliniaceae, Apiales
- Helwingia --> Helwingiaceae, Aquifoliales
- Kaliphora --> Montiniaceae (Kaliphoraceae), Solanales
- Melanophylla --> Torricelliaceae, Apiales
- Torricellia --> Torricelliaceae, Apiales

## Hình ảnh

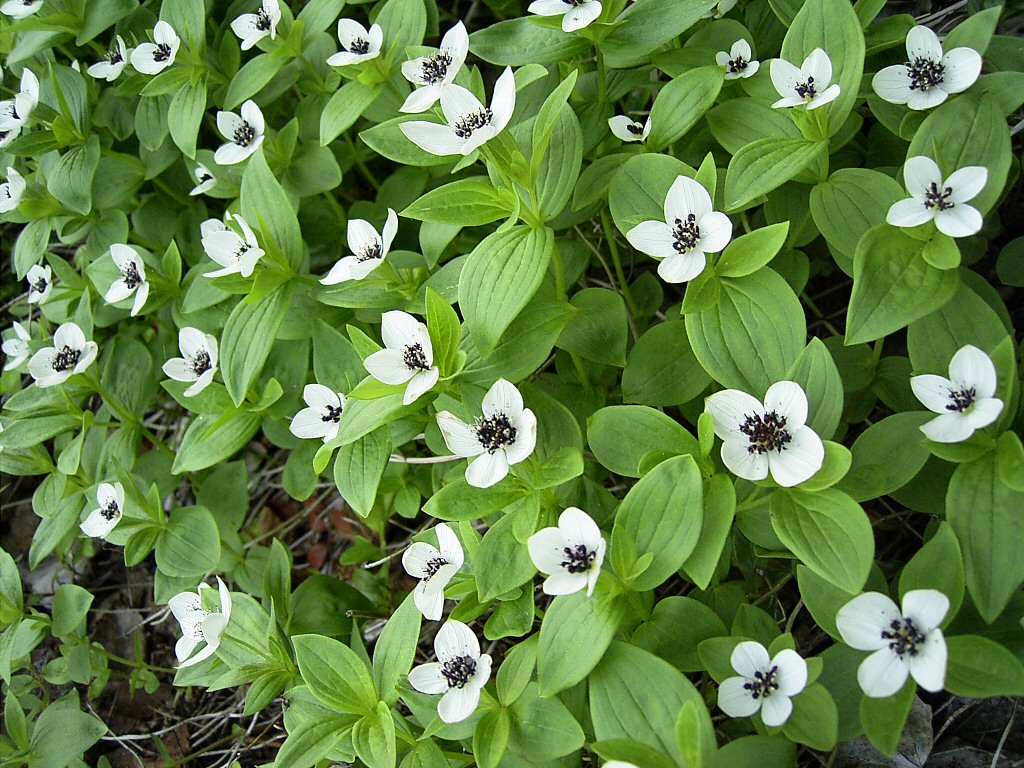
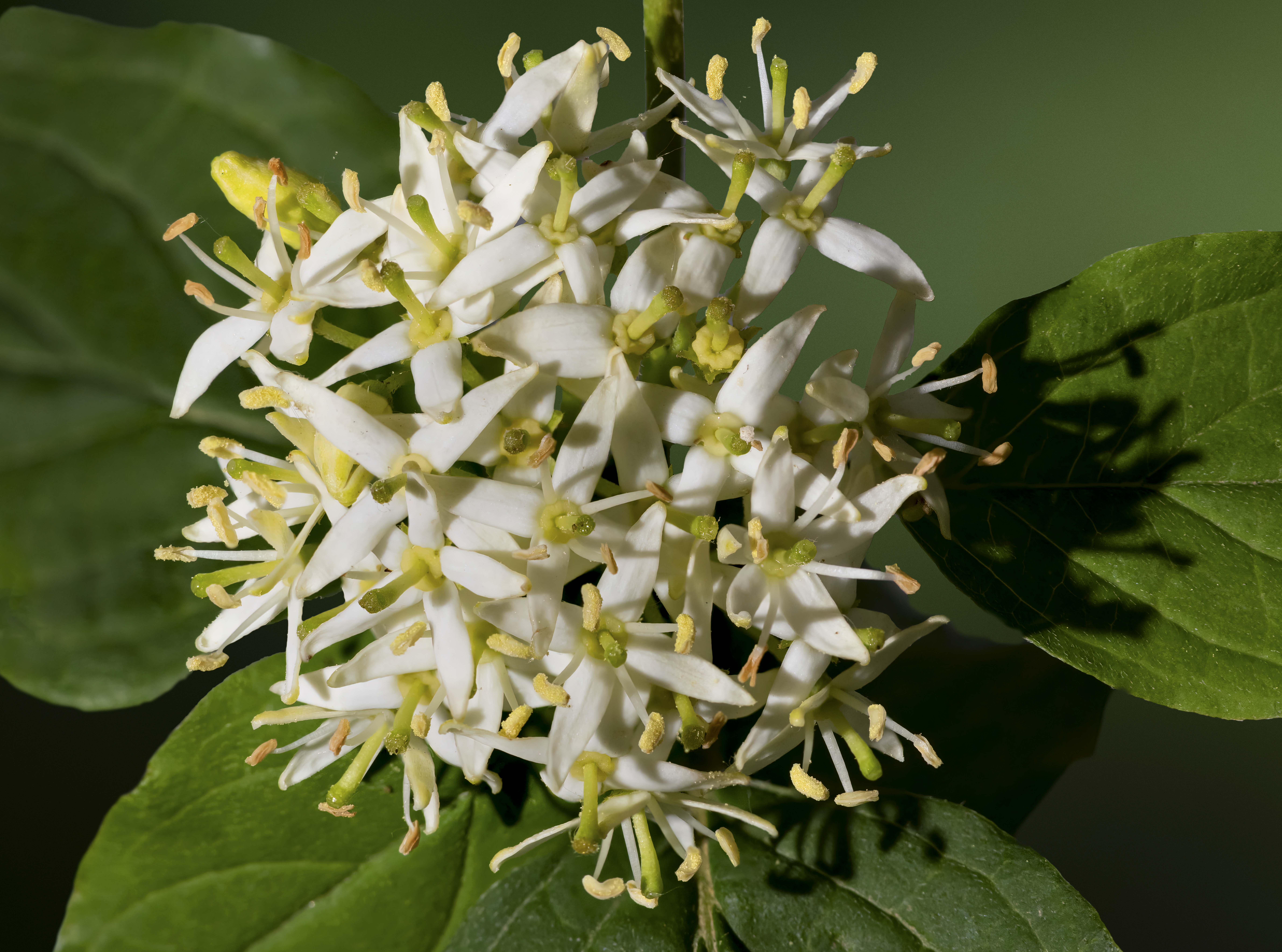
Cornus sanguinea
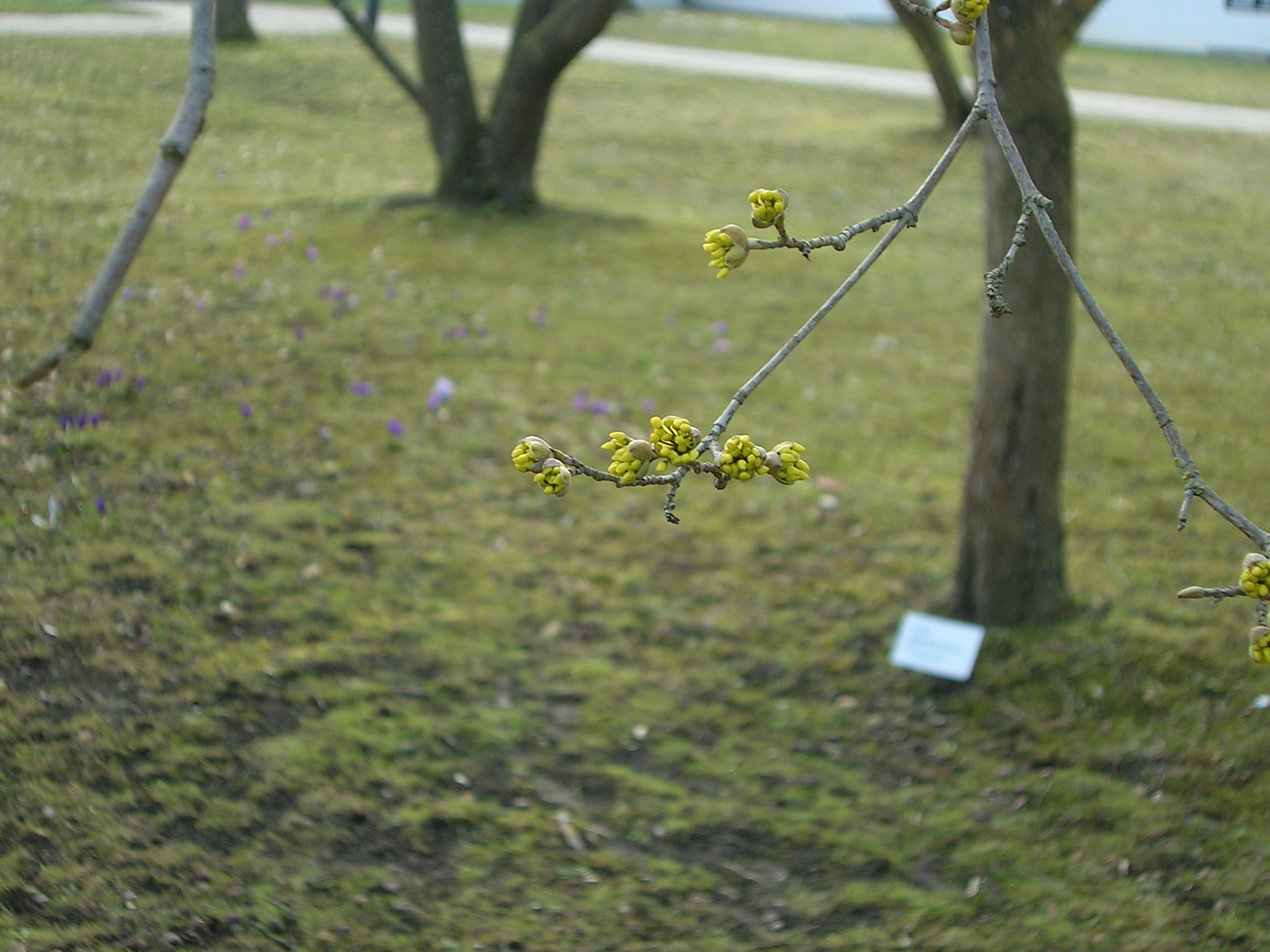